# Hemiscyllium halmahera
Hemiscyllium Halmahera é uma espécie de tubarão de bambu da Indonésia. Esta espécie foi descrita a partir de duas amostras coletadas perto da ilha Ternate em 2013, ao largo da costa da ilha Halmahera. Esta espécie é muito semelhante à espécie Hemiscyllium galei, encontrada em Papua Ocidental, porém os seus padrões de manchas divergem. Enquanto que a espécie H. Galei tem sete grandes manchas escuras, de cada lado do seu corpo; H. Halmahera tem uma cor castanha com os conjuntos de pontos em forma de polígono em todo o seu corpo. Talvez o mais interessante é que esses pequenos tubarões são como outros tubarões bambu, em que eles usam suas barbatanas peitorais para "andar" ao longo do fundo do oceano.

## Descoberta
A revelação da existência desta nova espécie de tubarão foi dada por um especialista australiano, Gerald R. Allen, e a sua equipa que o descobriram nas águas junto da ilha de Ternate, tendo sido designado como "tubarão de Halmahera". Este tipo de tubarão recorre às suas barbatanas pélvicas e peitorais para se movimentar no fundo do mar, ao mesmo tempo que contorce o corpo. Mede cerca de 80 centímetros de comprimento e apresenta manchas brancas e castanhas por quase todo o corpo, sendo inofensivo para os humanos. É mais ativo durante a noite, quando se desloca pelo oceano em busca de peixes e mariscos para se alimentar. A descrição da espécie e dos trabalhos de investigação foram publicados no International Journal of Ichthyology, n.º19.